# Joya de Cerén
Joya de Cerén es un sitio arqueológico de la cultura maya, fechado para el período clásico, que está ubicado en el distrito de San Juan Opico, municipio de La Libertad Centro, departamento de La Libertad, en la región centro occidental de El Salvador. Estuvo habitado desde alrededor del siglo V o VI d. C.; siendo un pueblo agrícola que sería tributario a San Andrés y que fue abandonado alrededor del año 660 d. C. a causa de la erupción del volcán Loma Caldera. Debido a ello, las estructuras del sitio se conservaron significativamente, lo que permite apreciar la vida cotidiana de un pueblo maya agricultor de hace 1350 años, uno de los pocos conocidos en El Salvador.
Es uno de los sitios arqueológicos más importantes de Mesoamérica porque muestra cómo era la vida de la gente común y corriente. Por eso se le llama a menudo la Pompeya de América, en comparación con el sitio arqueológico de Pompeya, localizado en Italia.
El 11 de diciembre de 1993, fue declarada patrimonio de la humanidad por la Unesco.

## Estructuras

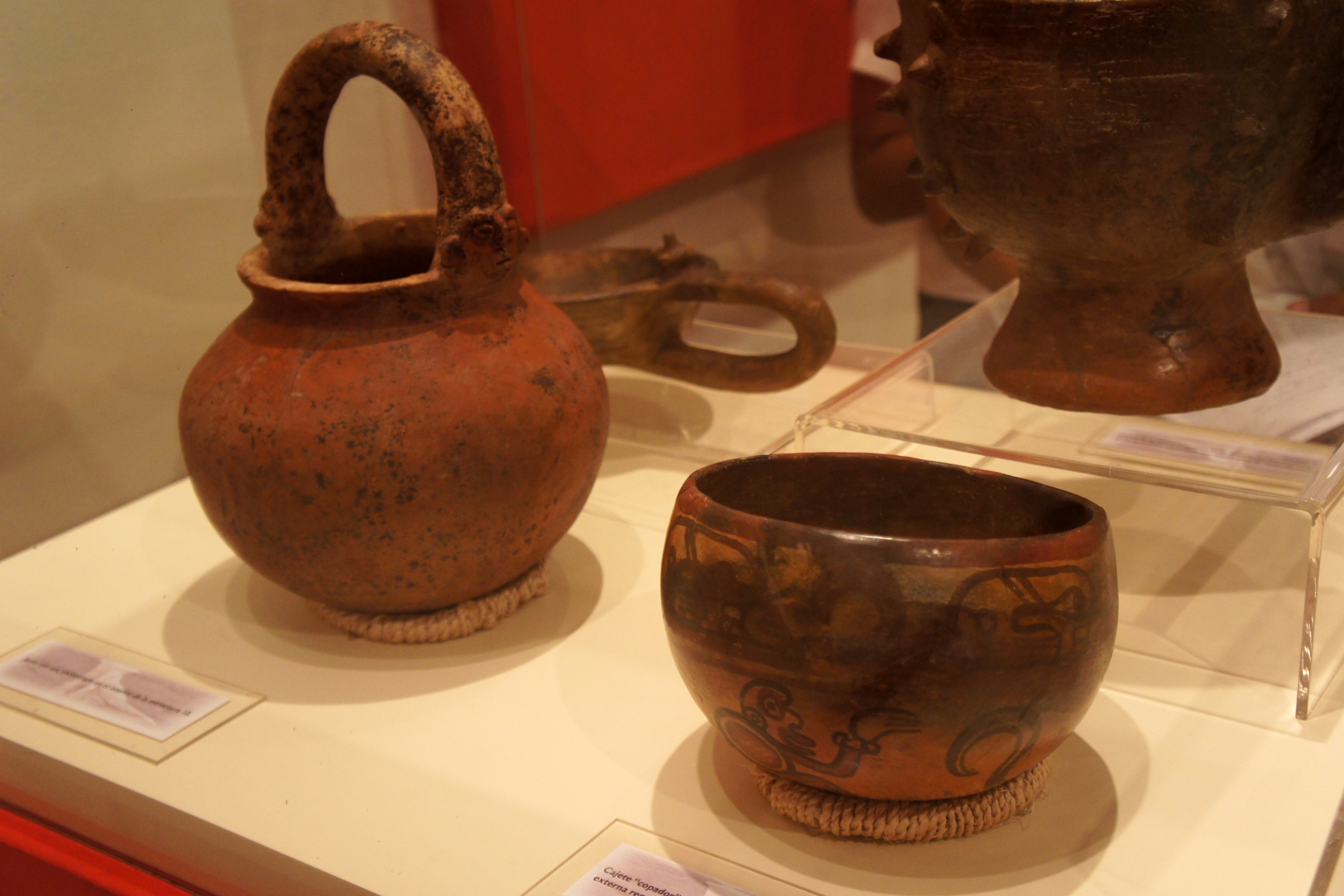
Unas vasijas encontradas en Joya de Cerén.

El nombre del sitio deriva del poblado cercano; y se ubica a unos de 450 m.s.n.m., en las orillas del río Sucio, en el valle de Zapotitán. En total se han descubierto una serie de 4 complejos domésticos o domicilios junto con algunos edificios especializados y las áreas alrededor. Las estructuras han sido numeradas según han sido descubiertas; de ellas, 11 han sido excavadas en su totalidad o en su mayor parte, habiendo otras más aún soterradas. Aún se desconocen los límites del sitio, pues en la actualidad se continúa la investigación arqueológica.
Las estructuras excavadas se encuentran en cuatro áreas de excavación (operaciones), que también han sido llamadas como grupos o conjuntos, y que para la interpretación pública en el parque arqueológico son denominadas simplemente como áreas. Al área 1 corresponden las estructuras 1, 6, 10, 11, y 12; al área 2, las estructuras 2, 7, y 9; al área 3, únicamente la estructura 3; y al área 4, únicamente la estructura 4.
Todas las estructuras del sitio y la mayoría de las plantaciones se encuentran orientadas a 30 grados al este del norte, lo que aparentemente fue fijado por la orientación del río Sucio.

### Modo de construcción básica
La mayoría de las estructuras fueron edificadas siguiendo un procedimiento de construcción estandarizada en tierra. Primeramente se excavaba a través de la ceniza de la erupción TBJ del lago de Ilopango (ocurrida en algún momento del siglo IV o V d. C.) hasta el suelo preerupción y se empezaba a acumular esa tierra (que era mezclada con algunos pedazos de zacate) para formar un montículo bajo, que sería un poco más largo y ancho que el edificio que sería construido; y que servía para el drenaje de agua lluvia y cuyos bordes correspondían con la “línea de desagüe” del techo a ser construido.
Después de completar el montículo bajo, se iniciaba la construcción formal de la plataforma, que era de forma rectangular, era construida con arcilla, de la misma fuente que el montículo, que era mezclada con zacate y quemada al fuego para que se endureciera; asimismo, la plataforma tenía lados verticales y esquinas angulares, y se realizaba con menos de 5 por ciento de variación en la distancia entre paredes norte y sur, o este y oeste.
Encima de la plataforma, se construía en cada una de las cuatro esquinas una columna sólida de adobe de 1.5 metros de altura; y se colocaban varillas verticales a cada 15 centímetros en los lados este, sur y oeste, que se adherían con varillas horizontales, y que también estaban amarradas unas con otras con cuerdas de agave sujetas a las vigas horizontales sobre las que descansaba el techo. Finalmente, se compactaba arcilla húmeda con una mezcla de zacate en las partes internas y externas para hacer una superficie lisa y crear una pared de tierra reforzada de unos 1.5 metros de altura y unos 15 centímetros de grueso (técnica de construcción que es conocida como bahareque); y encima, se colocaba un techo de zacate, que era sostenido por las varillas verticales de las paredes, lo que dejaba un espacio encima de las paredes que permitía la circulación del aire.

### Tipos de estructuras
Los complejos domésticos o domicilios de los pobladores de Joya de Céren estaban generalmente formados por 3 estructuras separadas: la vivienda (cuyo uso prácticamente se limitaba a ser un dormitorio), la cocina, y la bodega. Como se dijo en principio, en total hay 4 complejos doméstico, de ellos se ha excavado en su totalidad el complejo doméstico 1 (estructuras 1, 5, 6, y 11), y parcialmente los complejos domésticos 2 (estructuras 2, 7, y 9) y 4 (estructura 4), quedando sin excavar el complejo doméstico 3 (al que pertenecería la estructura 16, la cocina del domicilio).
Las viviendas, como las estructuras 1 y 2, tenían un cuarto con una banca grande de arcilla que era donde la familia comía y hacía otras actividades, y que en la noche era usado como cama familiar sobre la que se colocaba para acostarse un petate (que durante el día era enrollado y colocado en las vigas del techo). Las bodegas, como las estructuras 4, 6, y 7, tenían un plano cuadrado y estaban ubicadas justo al sur del edificio domiciliar; en ellas se han encontrado, como víctimas de la erupción final, varios ratones en los techos y un pato amarrado (en la estructura 6). Las cocinas, como la estructura 11, solían ser de forma circular, hechas con paredes de zacate (lo que permitía una mejor circulación del aire) y techos de un tercio de grosor a comparación de las demás estructuras (muy probablemente para que el humo desalojara la estructura); en ellas se han desenterrado cuchillas, piedras de moler, vasijas con restos de comida (frijoles, cacao y chiles), platos de barro, lanzas, entre otros; se las tendía a construir a cierta distancia de la vivienda por si sucedía un incendio, lo que ocurría con cierta frecuencia especialmente en época de vientos fuertes.
Los domicilios también podían tener una cuarta estructura para una tarea especializada, como puede ser un taller (que es el caso de la estructura 5), un temazcal o baño sauna (la estructura 9), etc. Asimismo, las casas tenían sus terrenos de cultivo, y en algunos casos estaban limitados por un cerco de madera.
Se han identificado como estructuras religiosas la estructura 10 (cuya función sería como la de una cofradía) y la estructura 12 (la casa del shaman o líder religioso del sitio). Las estructuras políticas serían: la estructura 3 (la más grande del sitio; que probablemente servía para ocasiones especiales y para resolver disputas) que está unida a través de una plaza con la estructura 13.

## Temporalidad e historia
En algún momento del siglo V o VI d. C., el valle de Zapotitán en el que se encuentra el sitio, sería cubierto por la ceniza de la caldera del lago de Ilopango (erupción conocida como tierra blanca joven o TBJ). Si bien en un principio se consideraba que todo el valle había sido abandonado hasta varios siglos después de la erupción, las investigaciones de Akira Ichikawa mostraron que la recuperación fue inmediata, debido entre otras cosas, a que en algunos lugares como San Andrés el espesor de la TBJ varía de 0 a 0.52 metros; y que los grupos cerámicos de antes de la erupción (como los grupos Guazapa, Chilanga y Huiscoyol) continuaban después de esta.
El asentamiento de Joya de Cerén sería fundado poco después de la erupción TBJ. Para ese momento en el valle de Zapotitán estaba surgiendo como centro rector San Andrés, a la vez que todos los sitios se veían influenciado por Copán (con quién Joya de Cerén comparte muchas similitudes domésticas y espaciales). Arqueológicamente la cultura material del sitio corresponde a las fases Xocco (400 a 600 d. C.) y Payu (600 a 900 d. C.).

### Erupción de Loma Caldera y conservación del sitio
Alrededor del año 660, el sitio fue destruido por la erupción de Loma Caldera, situado a menos de 1 km del asentamiento. Aunque la erupción afectó solamente unos 5 km², ésta enterró la aldea bajo 14 capas de ceniza la cual cayó en varias oleadas a temperaturas que oscilaban entre 100 y 500 °C, protegiéndola contra los elementos. Se cree que los aldeanos lograron huir a tiempo, porque no se ha encontrado ningún cuerpo, dejando atrás los utensilios, cerámica, y alimentos.
Debido a que en el sitio, la mayoría de plantas de maíz que se han encontrado ya habían madurado para el final de la primera cosecha, se puede fechar la erupción a mediados de la época lluviosa, (específicamente en el mes de agosto); esto se comprueba también por haberse hallado otras plantas de estación y árboles sensibles a la humedad (como la guayaba).
La evidencia encontrada en las estructuras señala que cuando inició la erupción la mayoría de los artefactos ya habían sido guardados de su ubicación de uso diario, las ollas de cocinar habían sido removidas de los fogones y el fuego ya se había apagado, ya se había servido la cena pero no todos los platos habían sido lavados (ya que se encontraron platos sucios en las estructuras 2 y 4; en los trópicos las personas acostumbran a lavar sus platos rápidamente después de las comida para evitar atraer animales e insectos), y los petates para dormir todavía estaban guardados en los techos y todavía no los habían puestos en las bancas para dormir; con todo ello, se considera que la erupción habría iniciado avanzada la tarde; habría estado oscuro, lo cual que habría sido desventajoso para las personas que escapaban de la erupción, ya que el territorio era cada vez era menos visible conforme corrían.

### Descubrimiento y declaración como patrimonio de la humanidad
Para inicios del siglo XX, el sitio se encontraba dentro de la hacienda San Andrés, uno de los mayores latifundios del valle de Zapotitán; y a mediados de ese siglo, la porción conocida como Joya de Cerén fue vendida al gobierno para realizar uno de los primeros proyectos de reforma agraria. Sería hasta el año de 1976 cuando se descubren las estructuras del sitio, mientras se preparaba el terreno para construir silos para el Instituto Regulador de Abastecimientos (I.R.A.). Las primeras investigaciones serían realizadas entre 1978 y 1980 por el Dr. Payson Sheets, profesor de antropología de la Universidad de Colorado en Boulder, Estados Unidos.
Los trabajos de excavación fueron interrumpidos por la guerra civil de El Salvador, pero fueron retomados en 1989, continuando hasta 1996.
El sitio arqueológico Joya de Cerén fue declarado Monumento Nacional mediante Decreto Legislativo N.º 320, del 31 de agosto de 1989, publicado en el Diario Oficial N.º 219, Tomo N.º 305, del 27 de noviembre de 1989. Más adelante, el 11 de diciembre de 1993, la Unesco lo declaró Patrimonio de la Humanidad.

## Joya de Cerén en la actualidad

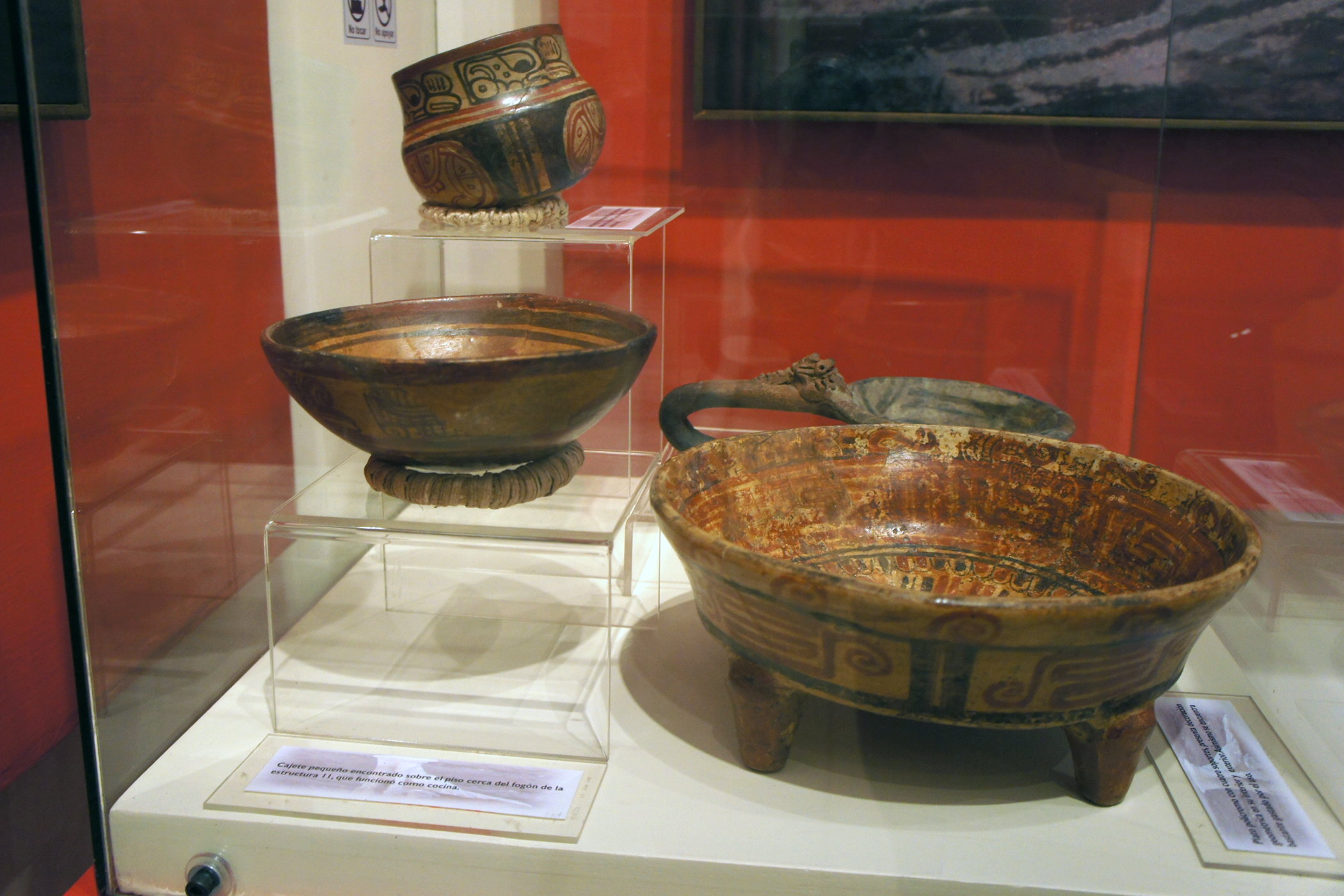
Cerámica maya encontrada en el sitio arqueológico.

El nuevo poblado de Joya de Cerén, situado a menos de un kilómetro de distancia de las estructuras descubiertas, está conformado en su mayoría por campesinos que cultivan sus propias parcelas, utilizando casi las mismas técnicas rudimentarias de los antiguos habitantes del destruido pueblo de Joya de Cerén.
En la actualidad dichos habitantes se han convertido en grandes colaboradores de las excavaciones y en la conservación del sitio.

### Conservación
A pesar de ser un sitio arqueológico declarado Patrimonio de la Humanidad, el sitio tiene múltiples problemas para su conservación. Las estructuras al ser de tierra compactada, pierden y ganan humedad fácilmente por capilaridad dentro de estas. La pérdida y aumento de agua debilita paulatinamente las estructuras debido a la aparición de sales minerales y microflora como musgos y líquenes o macroflora como helechos. Al estar todavía rodeadas por las cenizas del volcán Loma Caldera, y cubiertas por un techo de lámina, la cantidad de humedad que se genera es enorme, especialmente a pleno mediodía. Otras acciones como la erosión eólica desgasta las estructuras. Desde mediados de los años 1990 del siglo XX, se comenzó a elaborar un plan de manejo entre CONCULTURA y el Getty Conservation Institute de Los Ángeles. Este plan determina, por etapas, la mejor manera de conservar el sitio, desafortunadamente muchas de las etapas conllevan una enorme inversión económica que sobrepasa el presupuesto dado por CONCULTURA (hoy Ministerio de Cultura) a la ONG FUNDAR.

## Galería

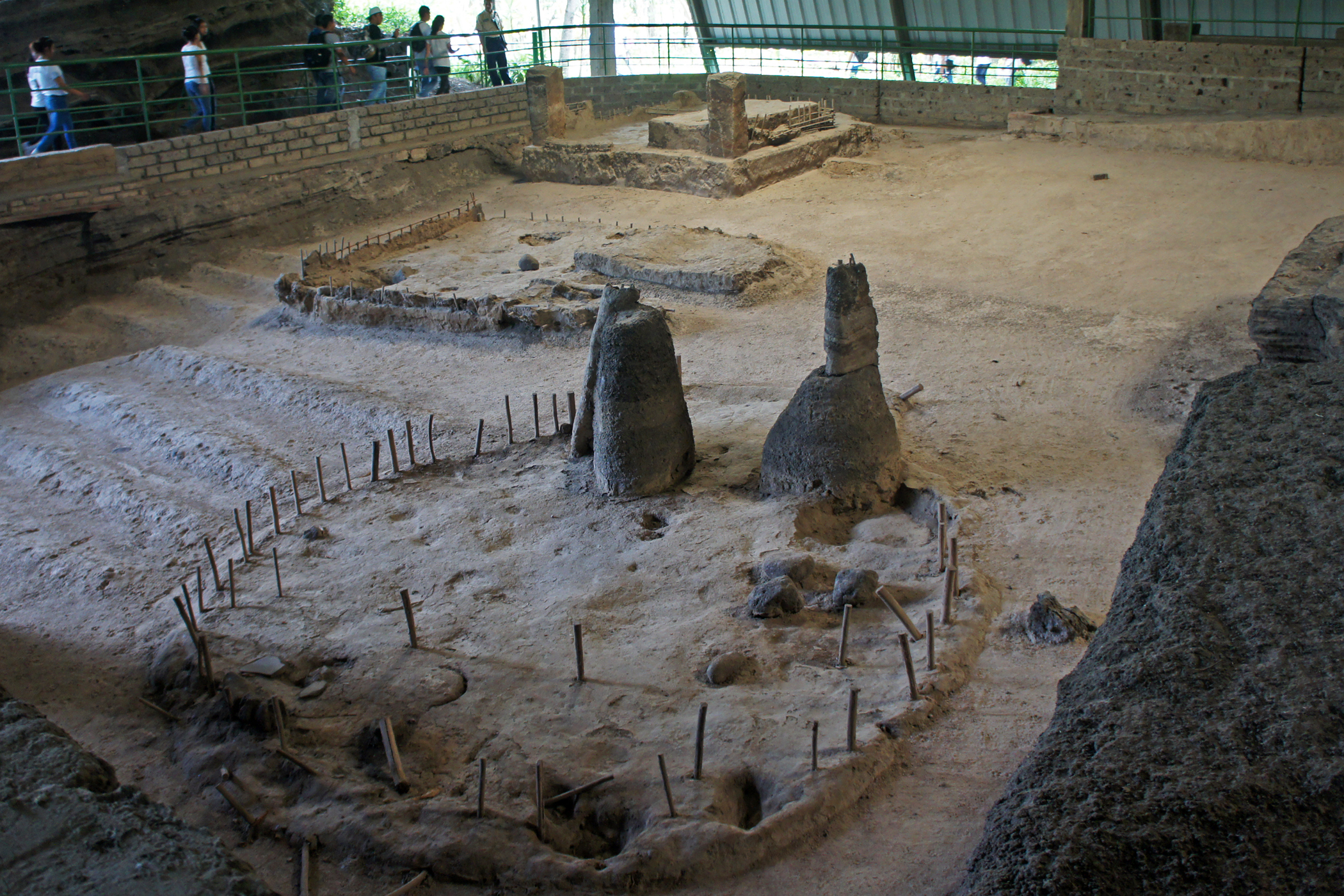
Estructuras 11, 6 y 1 en el área 1 del sitio en 2012.
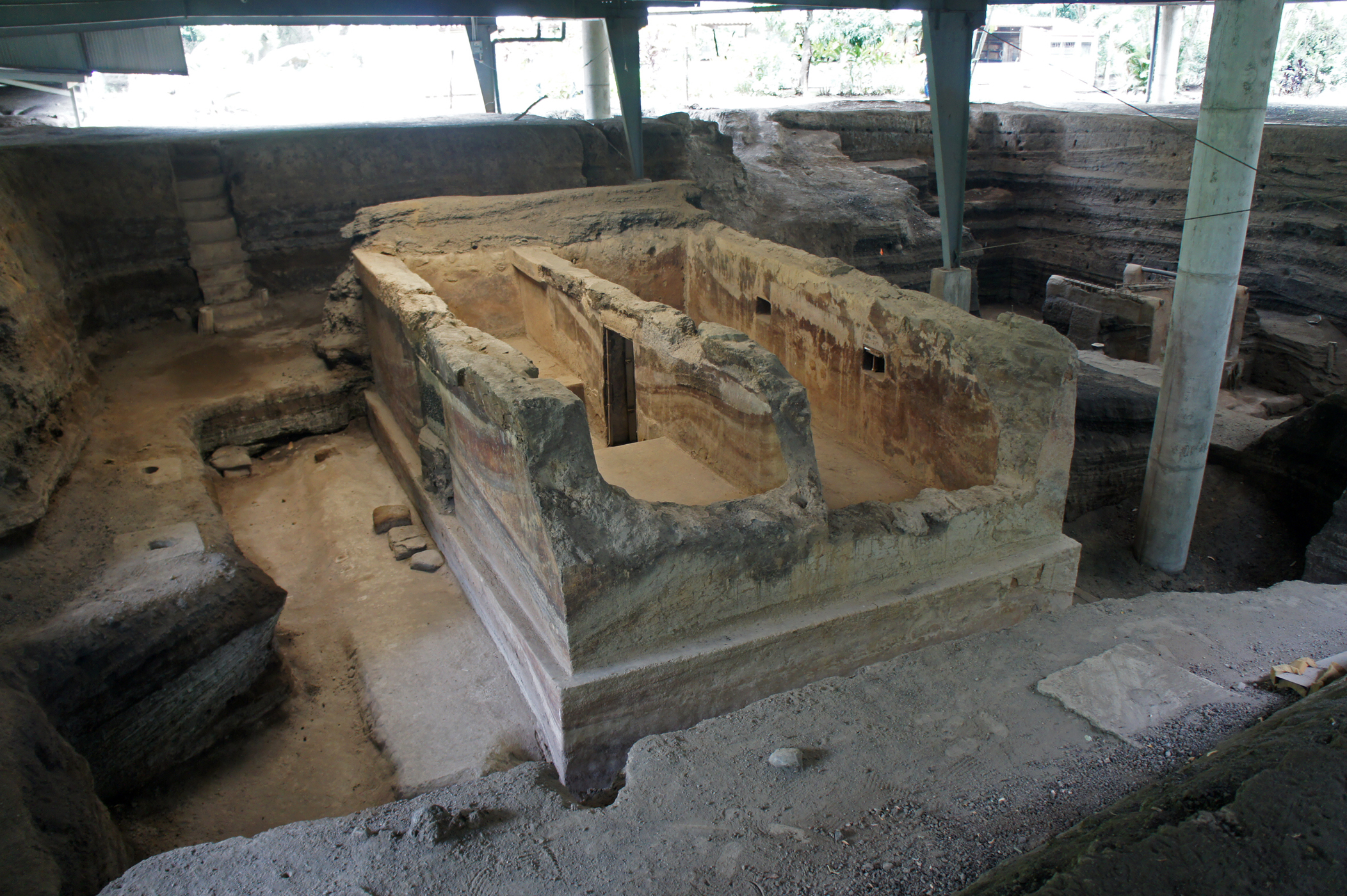
Vista de la estructura 3 del área 3 en 2012.
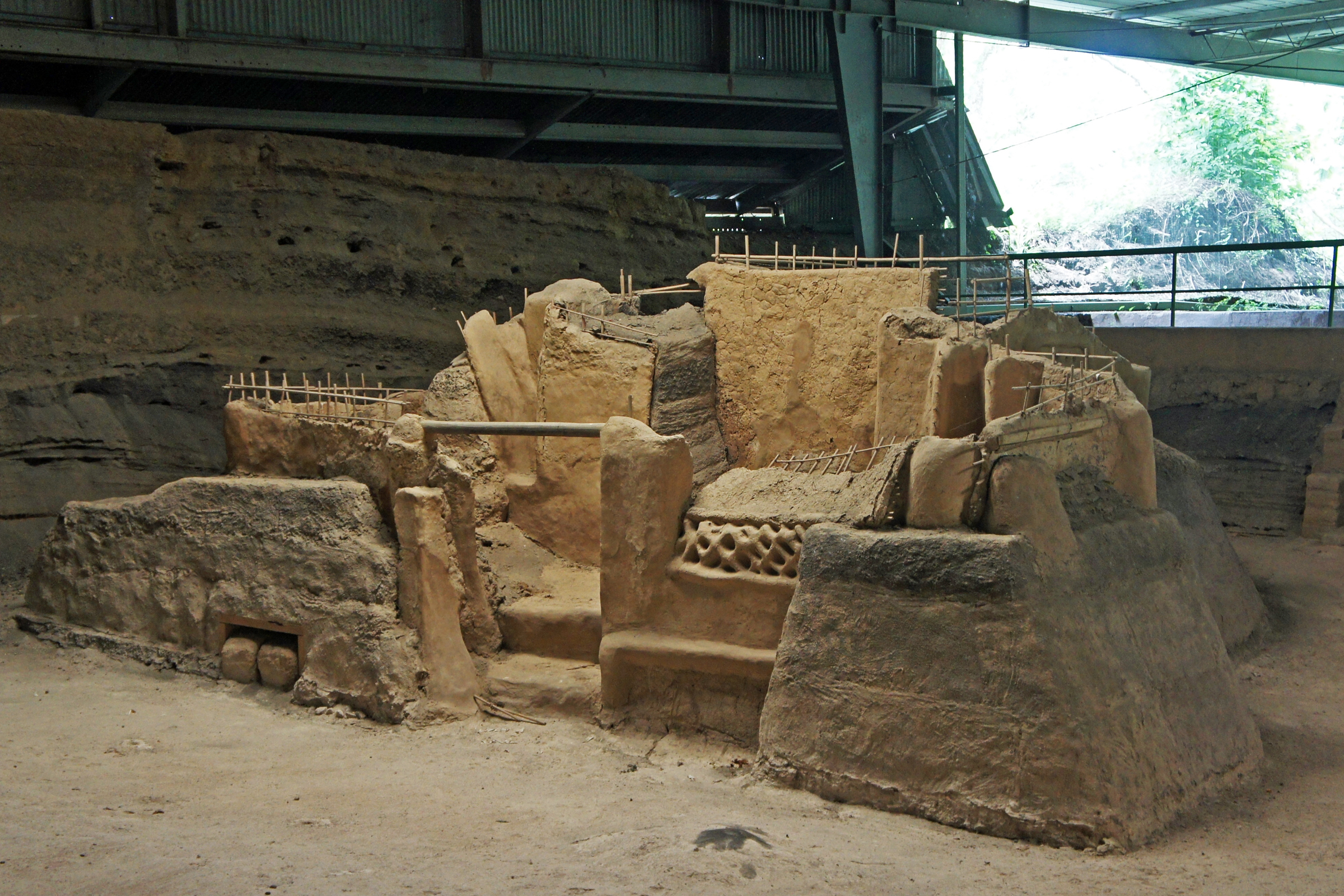
Vista de la estructura 12 en el área 1 en 2012.
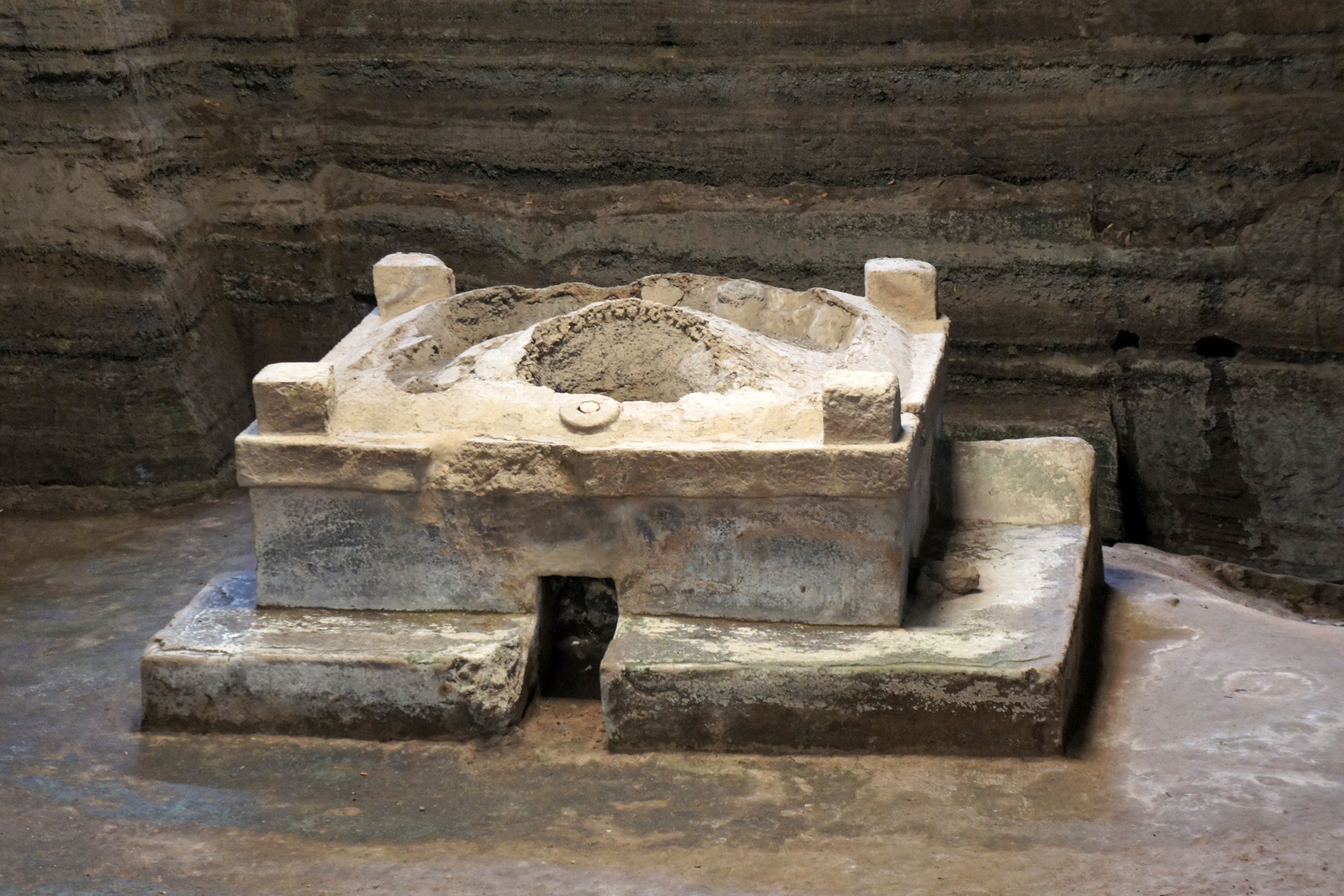
Vista de la estructura 9 o temazcal en el área 2.
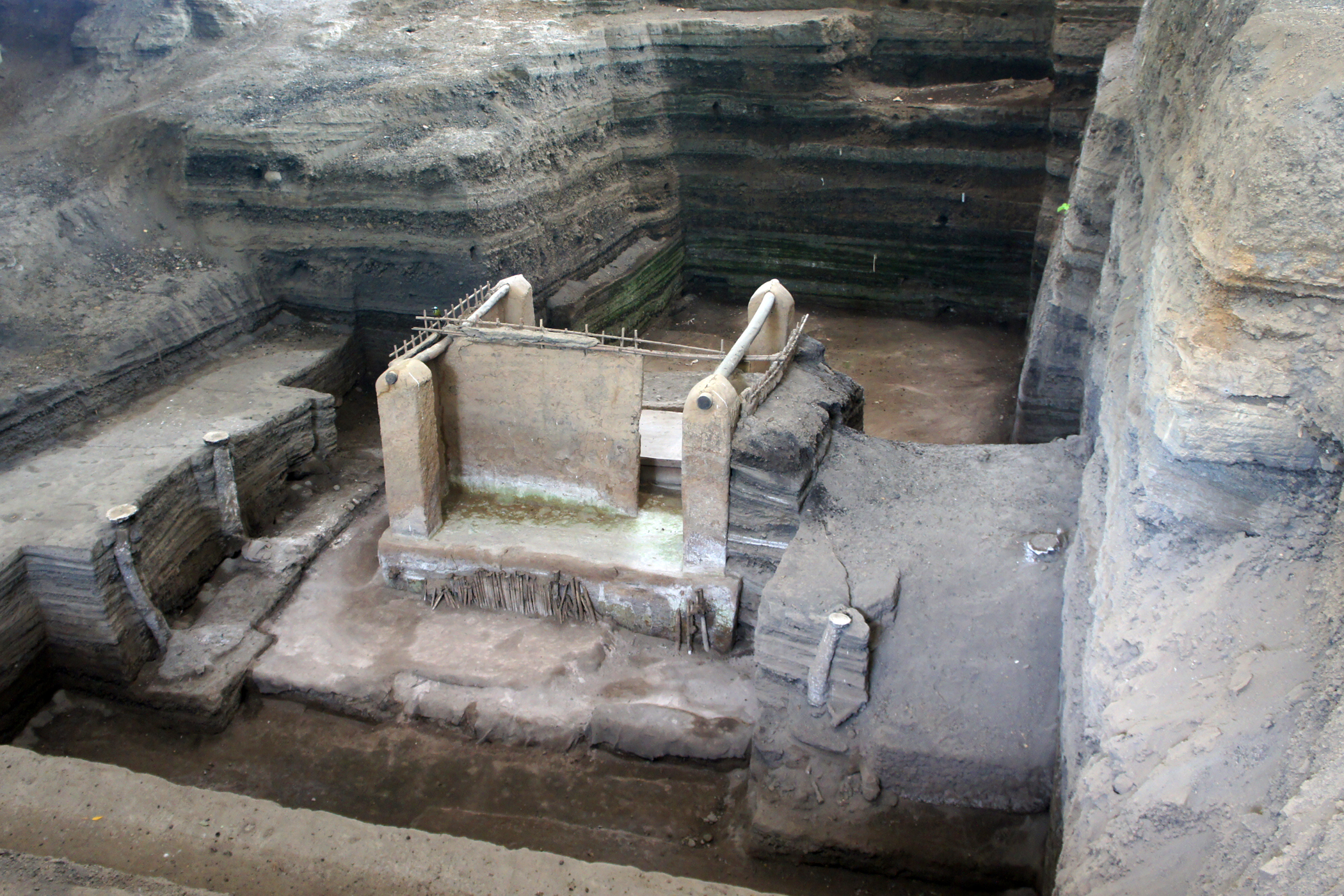
La estructura 4 en el área 4 en el 2012. Un torogoz está parado en el lado izquierdo de la estructura.
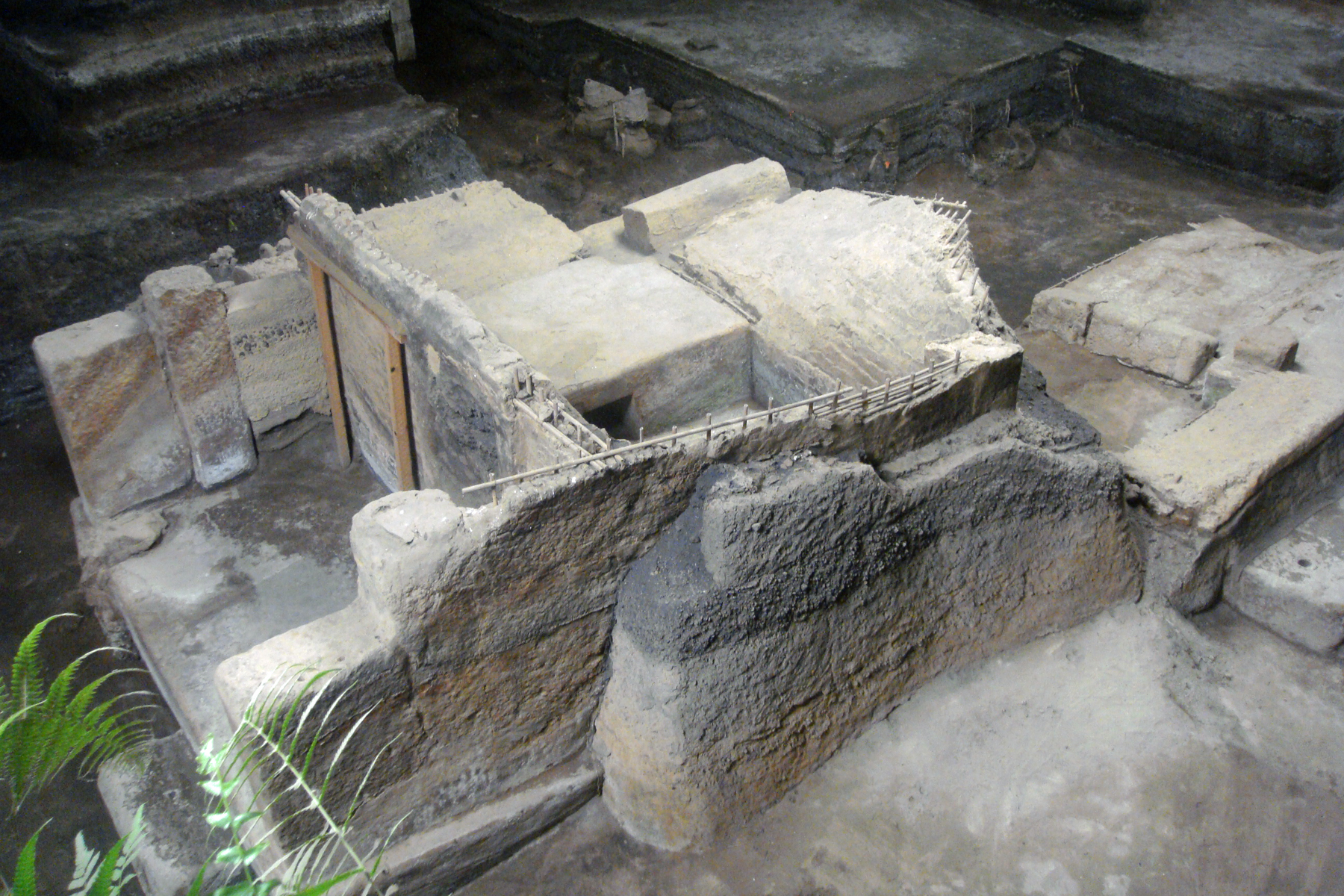
Vista de la estructura 2 en el área 2.
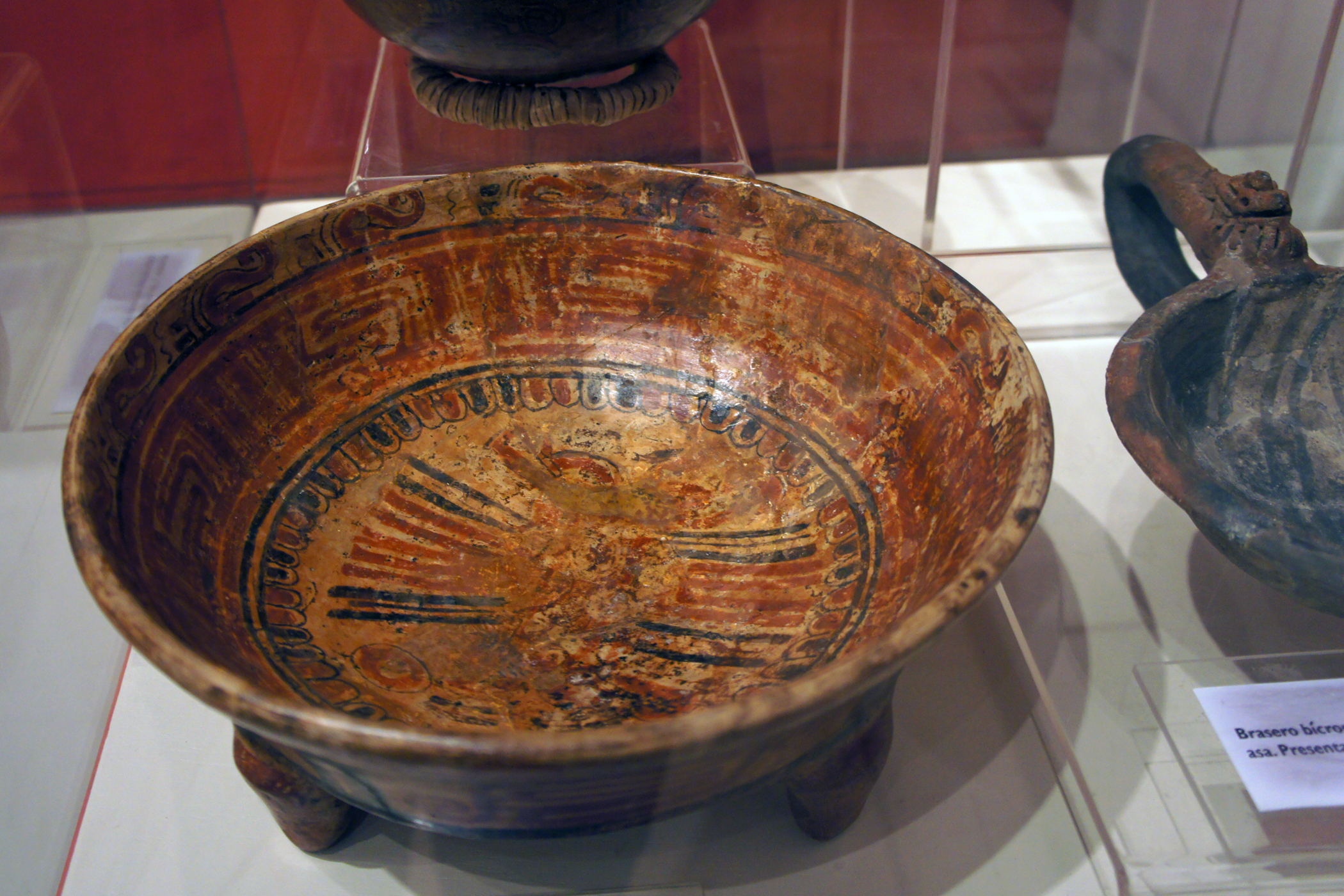
Vista de un plato de barro hallado en el sitio.
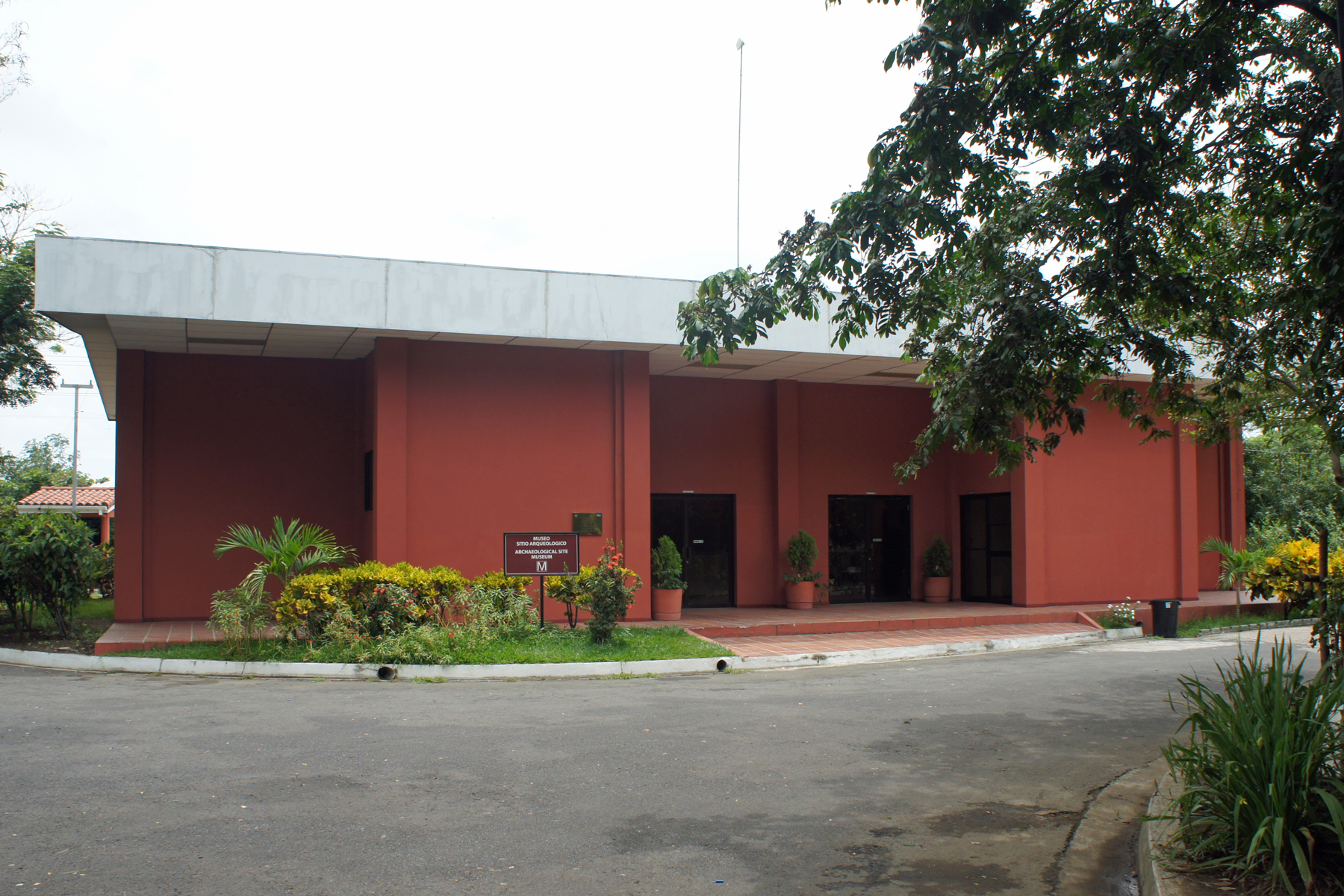
Una fotografía del museo del sitio tomada en 2012.